# ヨハン・ハインリヒ・ロース
ヨハン・ハインリヒ・ロース（Johann Heinrich Roos、1631年9月29日 - 1685年10月3日）は、ドイツの画家、版画の下絵画家である。「イタリア風の風景」を背景に家畜を描いた風景画で知られている。

## 略歴
ドイツの西南部のオッターベルクで生まれた。画家の息子で1631年10月27日にルーテル派の教会で洗礼を受けた。三十年戦争の混乱のために家族はツヴァイブリュッケンに移りその後、オランダに移った。
1647年にはアムステルダムの画家、ギョーム・ドゥジャルダン(Guilliam du Gardijn: 1595/1596- 1647/1657)のもとで見習いをしていた記録がある。師匠の息子のカレル・デュジャルダン(1626-1678)を通して、「イタリア風の風景画」を描いて人気のあった風景画家のニコラース・ベルヘム(1620-1683）の作品から影響を受けたとされる。コルネリス・デ・ビー (Cornelis de Bie)やバレンド・フラート(Barend Graat)といった画家にも学んだ可能性がある。
1651年か1652年にオランダを離れ、1653年から弟のテオドル・ロース(1638-1687)とドイツのマインツに工房を開いた。1年ほど後に兄弟はヘッセン＝ラインフェルス方伯のエルンスト1世の宮廷に招かれた。
宮廷画家として歴史画や有力者の肖像画を描き、1664年にはプファルツ選帝侯カール1世ルートヴィヒの宮廷画家となり、ハイデルベルクで働いた。肖像画や風景画を描き、プファルツの宮廷の古い絵画の修復や装飾画の制作を監督した。
1667年10月に妻子とフランクフルト・アム・マインに移り、その後はフランクフルトで画家として働き、フランクフルトの貴族たちに人気のある画家になった。1685年、自宅が火事になり、その時の負傷がもとで、54歳で没した。
1656年に牧師の娘と結婚した。息子のフィリップ・ペーター・ロース(Philipp Peter Roos: 1657-1706)やヨハン・メルヒオール・ロース(Johann Melchior Roos: 1663-1731)も画家になった。
家畜などの動物の描写にすぐれ、遺跡などのあるイタリアの典型的な風景を背景に家畜や人物を描いた作品で知られている。

## 作品

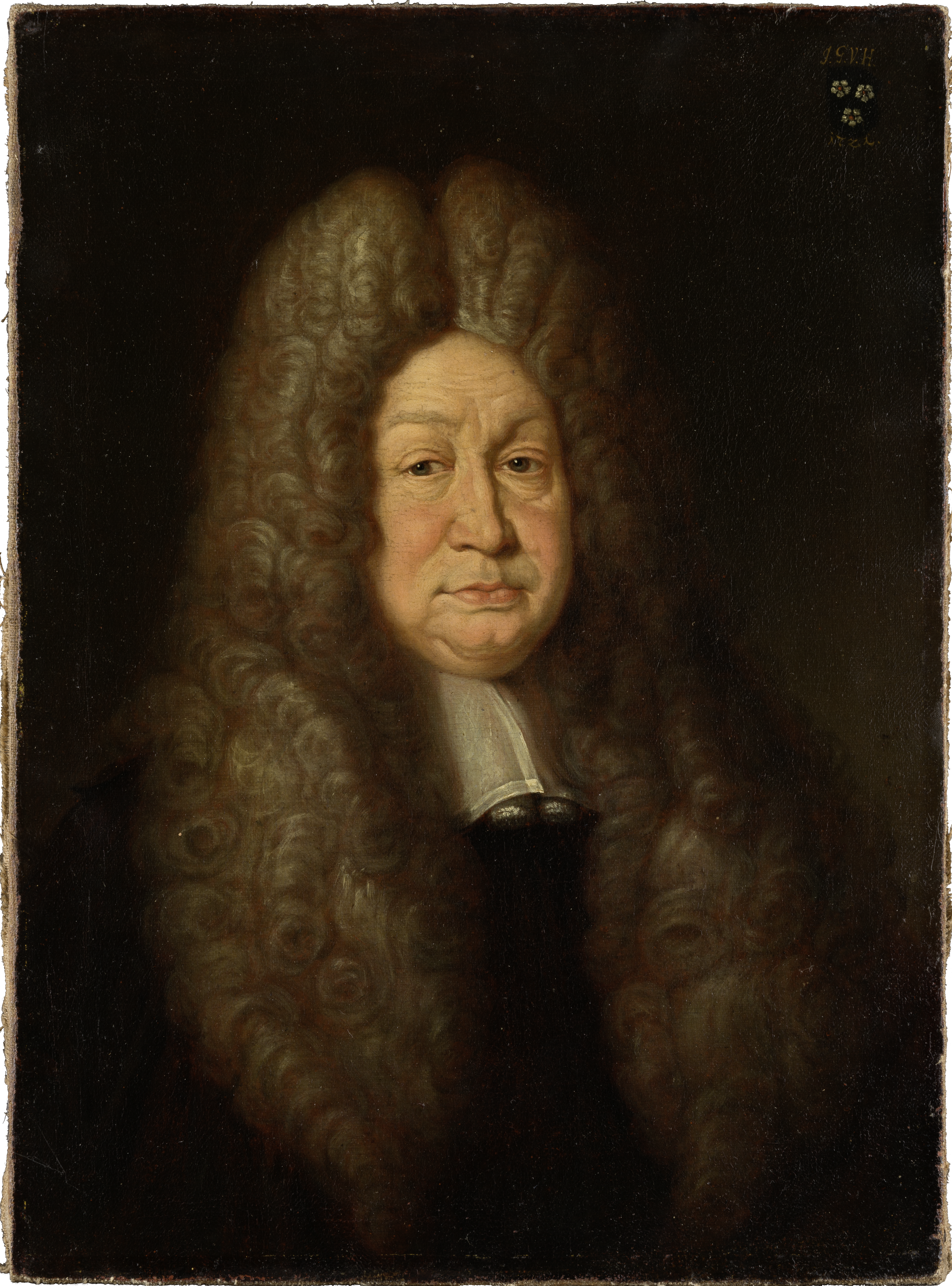
肖像画　(1711) シュテーデル美術館
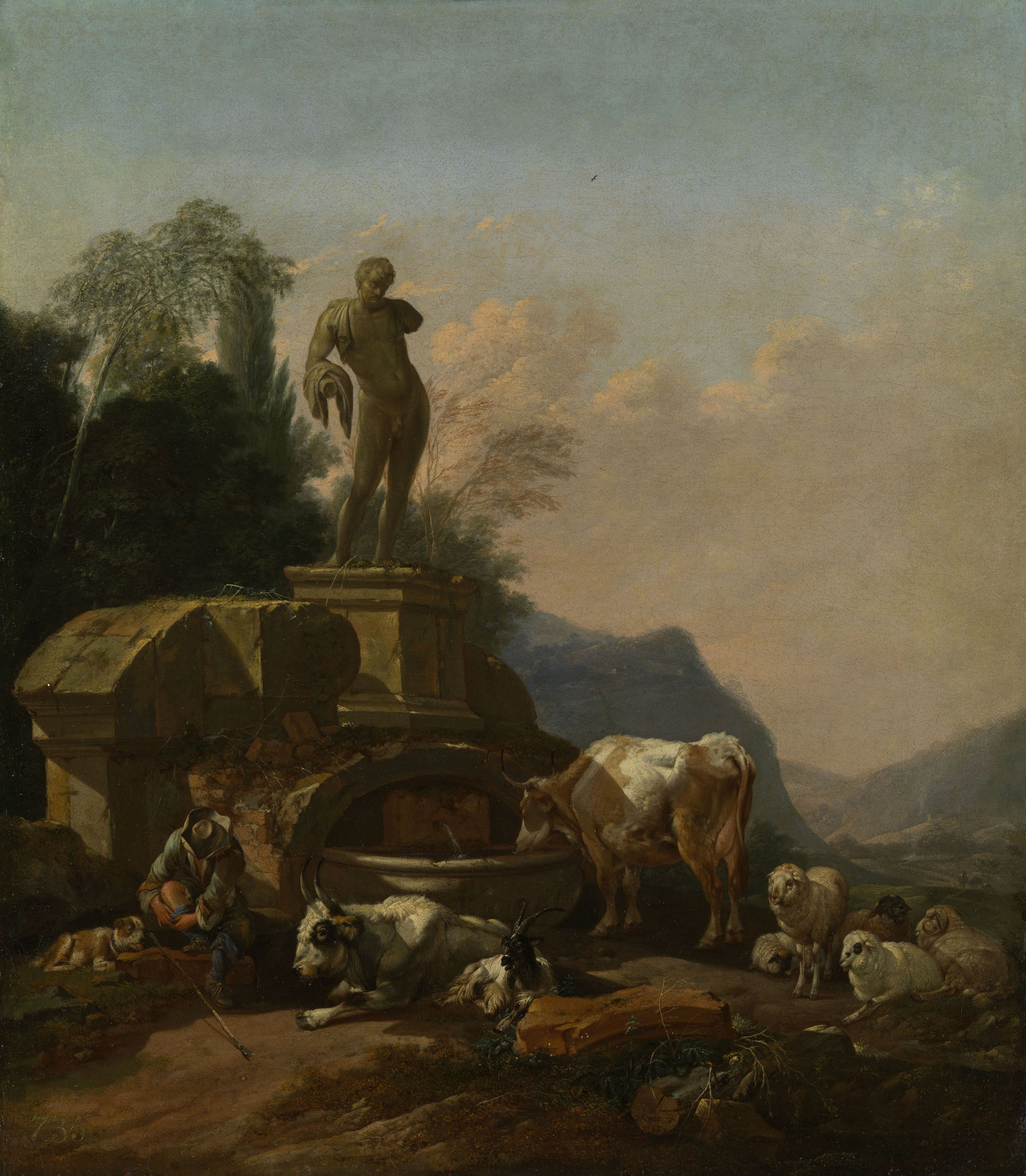
泉のそばの家畜 (1667) ロイヤル・コレクション
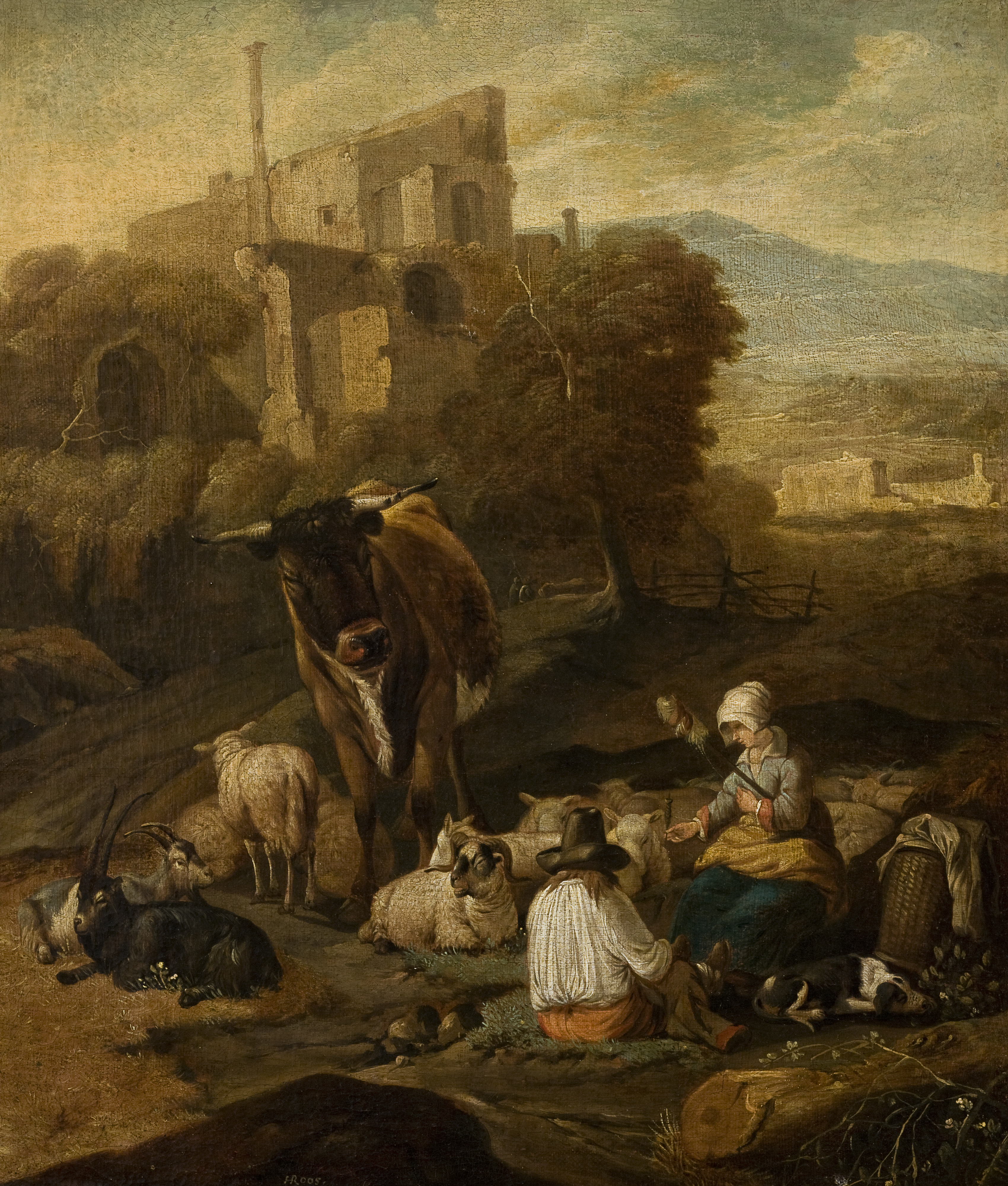
遺跡を背景にした田園風景 クラクフ国立美術館
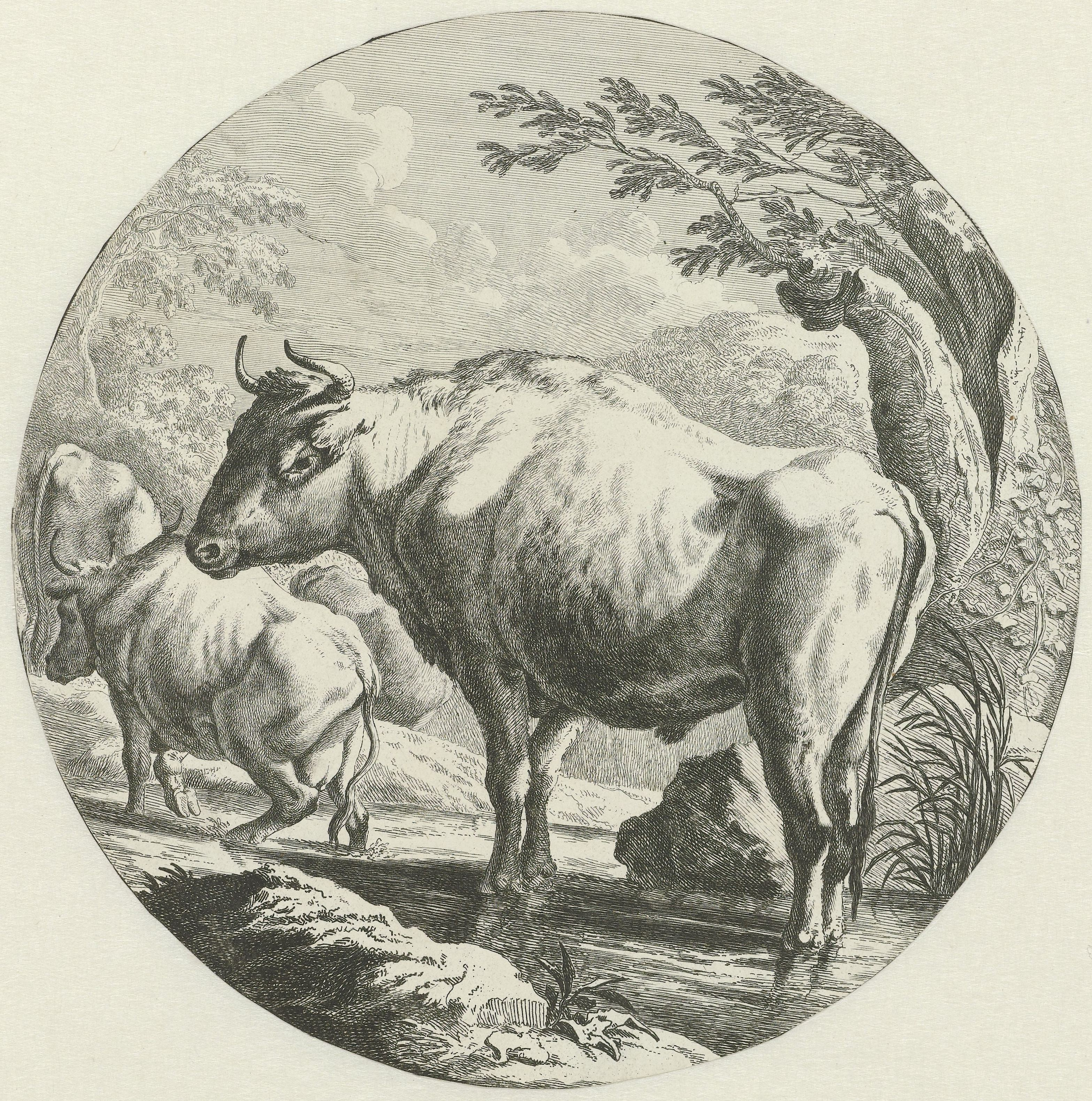
ロースの原画をもとにしたJohann Elias Ridingerの版画

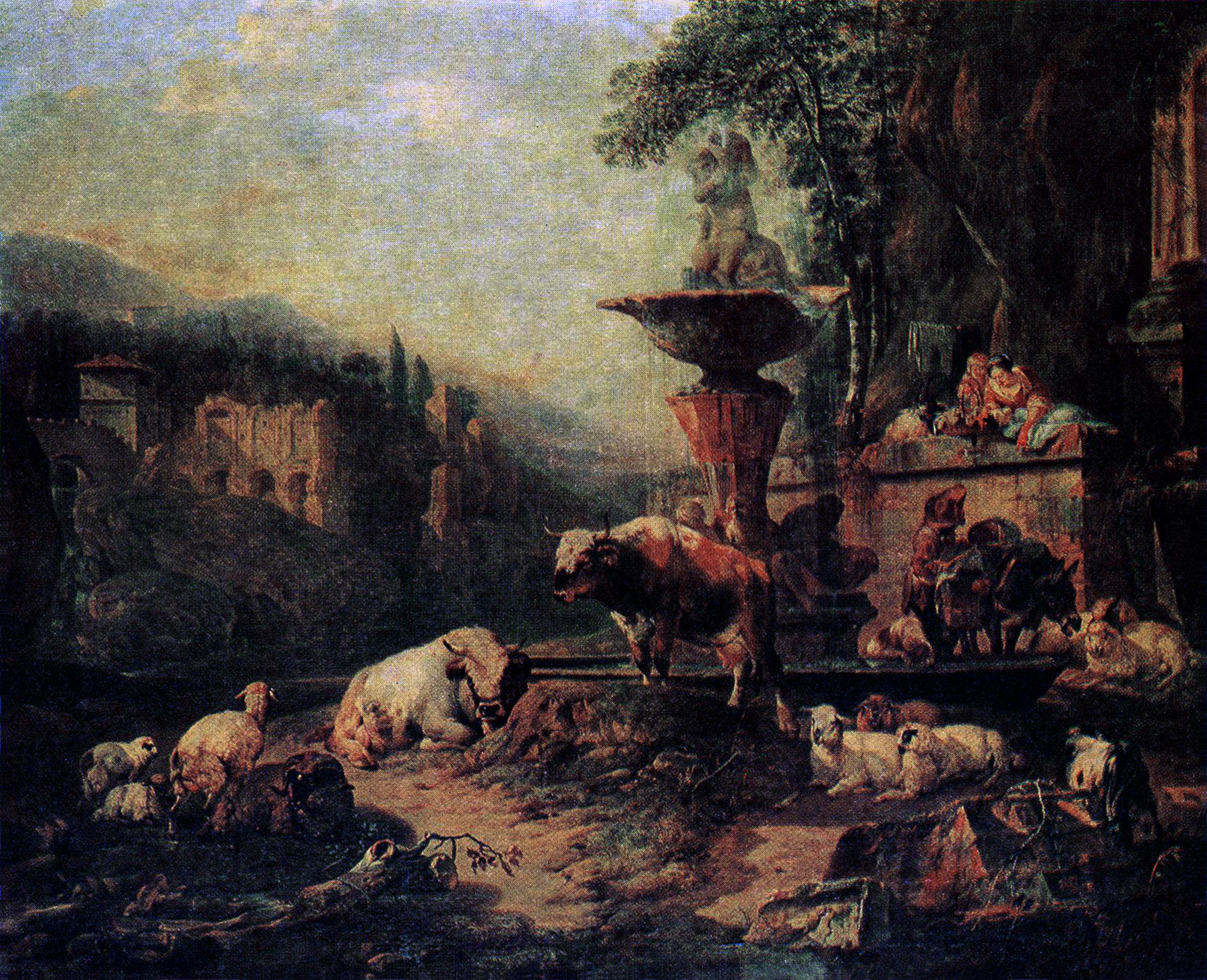
イタリアの泉に家畜のいる風景
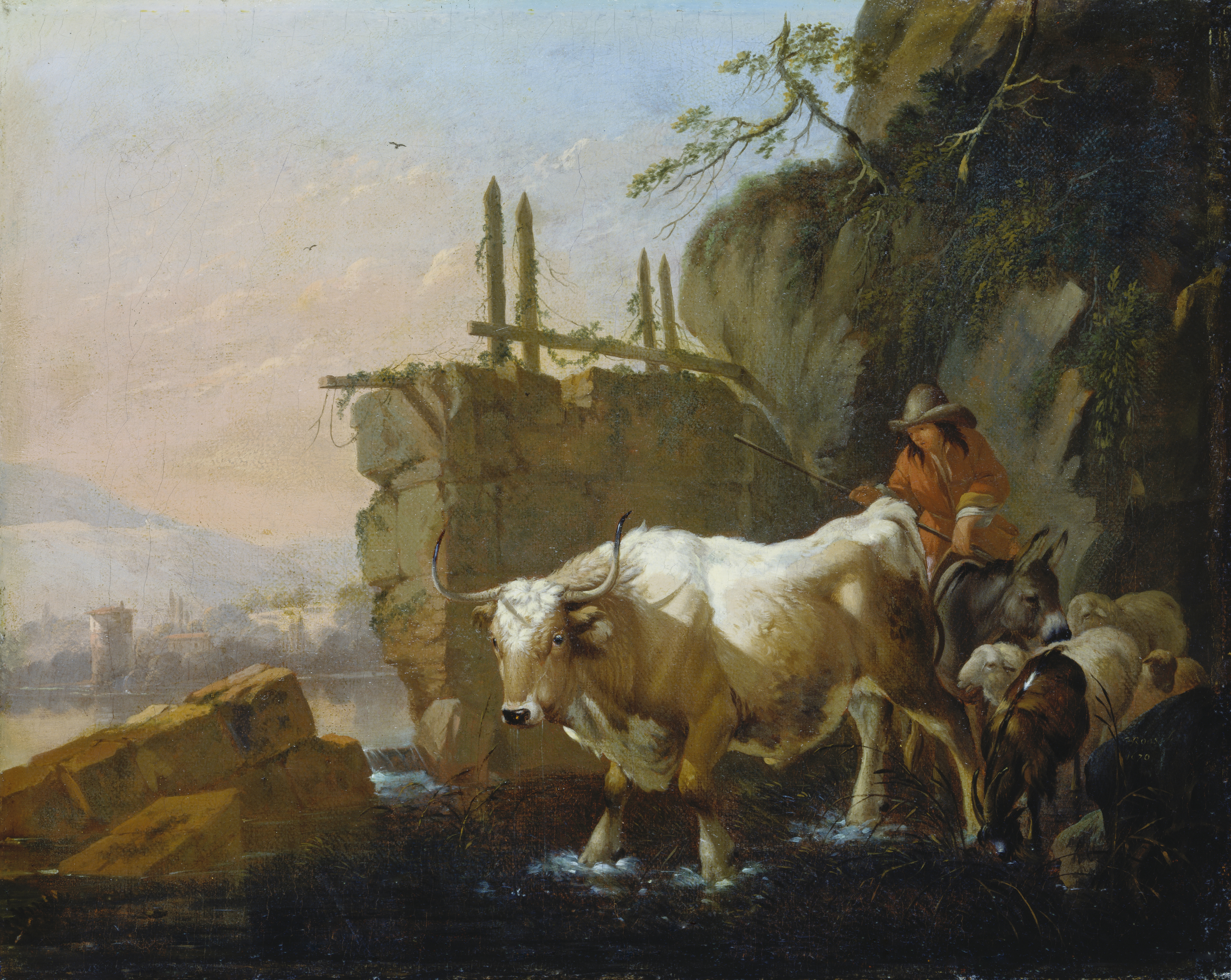
家畜に小川を渡らせる農夫　(1670) シュテーデル美術館
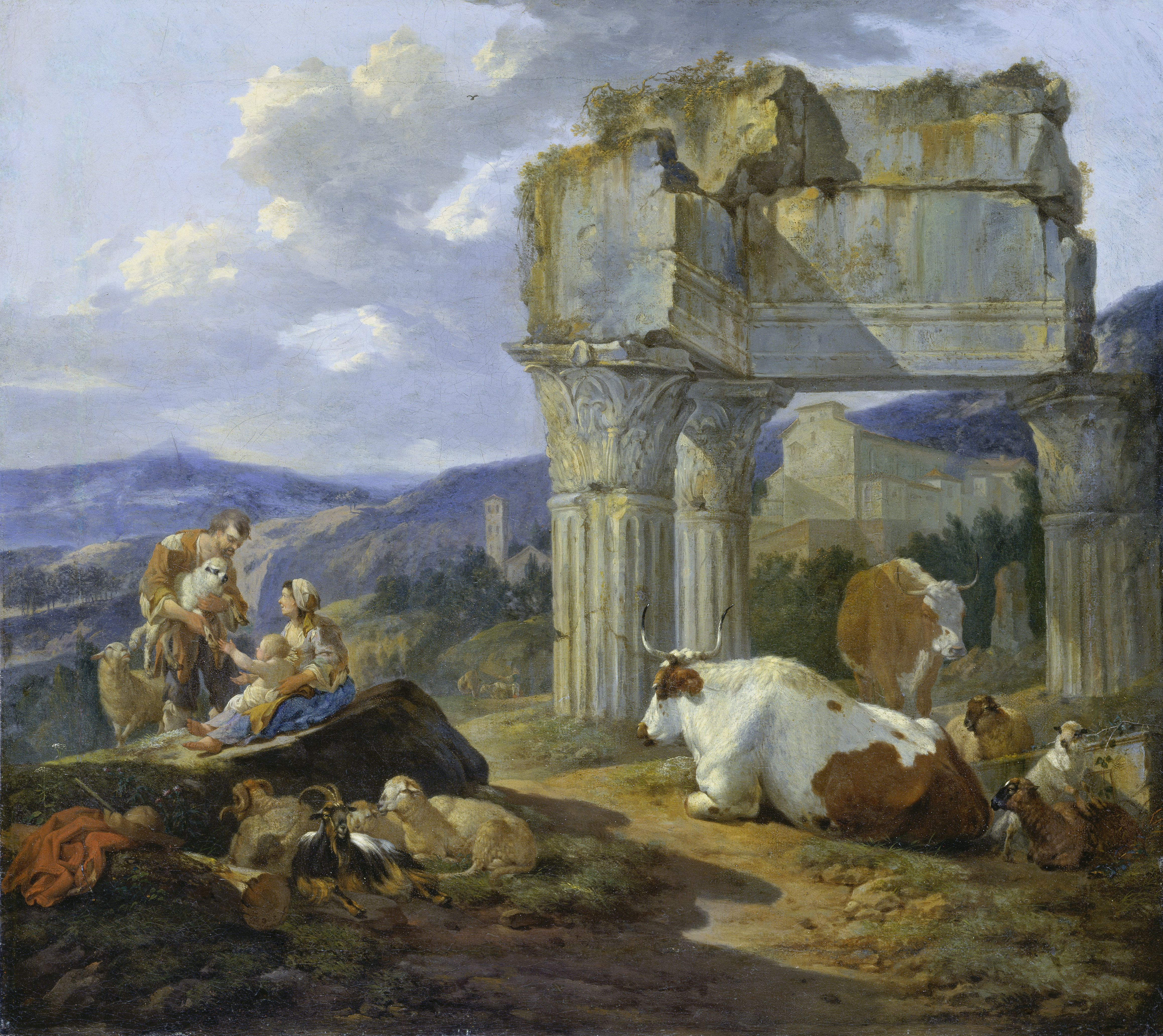
ローマの羊飼いと家畜 　(1674) シュテーデル美術館